# Re del Ponto
I re del Ponto furono i sovrani del Regno del Ponto.

## Mitridatici
- Mitridate I ( -302 a.C.)
- Ariobarzane
- Mitridate II (281 a.C. circa -266 a.C.)
- Mitridate III (250 a.C.- 185 a.C.)
- Farnace I (185 - 169 a.C.)
- Mitridate IV Filopatore Filadelfo (169 -150 a.C.)
- Mitridate V Evergete (150 - 120 a.C.)
- Mitridate VI Eupatore (120 - 63 a.C.)
- Farnace II (63 - 47 a.C.)

47 - 39 a.C.: in questo periodo il Ponto fu annesso alla Repubblica romana formando la provincia di Bitinia e Ponto
- Dario (39 - 37 a.C.)

## Cilici
- Polemone I (37 - 8 a.C.)
- Pitodorida (8 a.C. - 38)
- Polemone II (38 - 64)

| Controllo di autorità | J9U (EN, HE) 987007591896205171 |